# Bengt Källén
Anders Jan Bengt Källén, född den 1 juni 1929 i Kristianstad, död den 9 juni 2021 i Lund, var en svensk läkare, professor och embryolog. 

## Biografi
Källén blev medicine doktor vid Lunds universitet 1952  på en avhandling som behandlade utvecklingen under fostertiden av en del av framhjärnans kärnor, de så kallade streckade kropparna samt omkringliggande kärnor. Källén försökte bestämma motsvarigheterna (homologierna) mellan kärnorna hos olika djur genom att följa deras tidigaste utveckling, och kunde i viss mån erhålla en allmängiltig byggnadsplan för det studerade hjärnpartiet. Källén blev 1965 professor i embryologi vid Lunds universitet.
Källén har studerat och kartlagt fosterskador och publicerat många böcker och artiklar om eventuella samband mellan fosterskador och missbruk, exponering för kemiska ämnen, läkemedelsbehandling med mera under graviditeten.
Han blev 1965 föreståndare för Tornbladinstitutet för embryologisk forskning i Lund. Institutets samlingar var länge hotade, men Källén arbetade kvar vid institutet i över 20 år efter sin pension tills en restaurering av dessa samlingar beslutades 2016  och påbörjades 2017.

### Familj
Källén var bror till fysikern Gunnar Källén. Bengt Källén är begravd på Östra kyrkogården i Lund.